# クレイ郡 (イリノイ州)

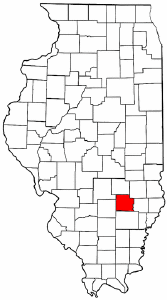
イリノイ州内の位置

クレイ郡 (Clay County) は、アメリカ合衆国イリノイ州にある郡。人口は14,560人（2000年）である。名称はケンタッキー州選出アメリカ合衆国上院議員及び19世紀のアメリカ合衆国国務長官である、有名なアメリカ人政治家、ヘンリー・クレイに敬意を表して付けられた。郡庁所在地はルイビルである。

## 地理
アメリカ合衆国統計局によると、この郡は総面積1,217 km2 (470 mi2) である。このうち1,215 km2 (469 mi2) が陸地で2 km2 (1 mi2) が水地域である。総面積の0.13%が水地域となっている。

### 隣接する郡
- ジャスパー郡（北東）
- リッチランド郡（東）
- ウェイン郡（南）
- マリオン郡（西）
- ファイエット郡（北西）
- エフィンガム郡（北西）

## 人口動静
2000年国勢調査で、この郡は人口14,560人、5,839世帯、及び4,005家族が暮らしている。人口密度は12/km2 (31/mi2) である。5/km2 (14/mi2) の平均的な密度に6,394軒の住宅が建っている。この郡の人種的な構成は白人98.52%、アフリカン・アメリカン0.11%、先住民0.23%、アジア0.52%、太平洋諸島系0.01%、その他の人種0.21%、及び混血0.40%である。ここの人口の0.60%はヒスパニックまたはラテン系である。
この郡内の住民は23.90%が18歳未満の未成年、18歳以上24歳以下が8.00%、25歳以上44歳以下が25.90%、45歳以上64歳以下が23.00%、及び65歳以上が19.20%にわたっている。中央値年齢は40歳である。女性100人ごとに対して男性は92.30人である。18歳以上の女性100人ごとに対して男性は89.10人である。
この郡の世帯ごとの平均的な収入は30,599米ドルであり、家族ごとの平均的な収入は36,675米ドルである。男性は27,813米ドルに対して女性は20,616米ドルの平均的な収入がある。この郡の一人当たりの収入 (per capita income) は15,771米ドルである。人口の11.80%及び家族の9.00%は貧困線以下である。全人口のうち18歳未満の12.90%及び65歳以上の12.30%は貧困線以下の生活を送っている。

## 都市及び町
- ルイビル
- クレイシティ
- Flora
- Iola
- Sailor Springs
- Xenia

1. ↑   American FactFinder, United States Census Bureau 2008年1月31日閲覧。